# Placówka (województwo łódzkie)
Placówka – wieś w Polsce położona w województwie łódzkim, w powiecie piotrkowskim, w gminie Ręczno.
W latach 1975–1998 wieś administracyjnie należała do województwa piotrkowskiego.